# Esnault-Pelterie (cráter)

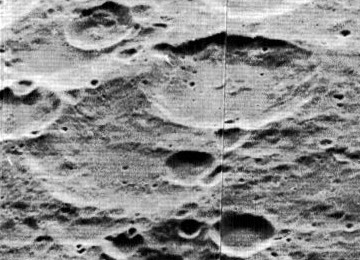
Vista oblicua de Esnault-Pelterie (arriba derecha) y de Schlesinger (abajo izquierda), desde el Lunar Orbiter 5

Esnault-Pelterie es un cráter de impacto situado en la cara oculta de la Luna. Se halla en el hemisferio norte, al sur del cráter Carnot. Esnault-Pelterie se superpone a la parte occidental del cráter Schlesinger. Al sur se encuentra Von Zeipel y hacia el suroeste aparece Fowler.
|  |

El brocal de este cráter está algo desgastado, pero todavía conserva una estructura y un borde relativamente nítidos. Un pequeño cráter está unido al borde meridional, invadiendo el cráter principal en un sector muy estrecho. En el interior aparecen varios cráteres pequeños, con una pequeña elevación central desplazada hacia el norte del punto medio. El fondo presenta dos regiones llanas, una hacia el noreste del centro, y una más pequeña al suroeste.